# 6. skupina
Mezi prvky 6. skupiny periodické tabulky prvků patří chrom (Cr), molybden (Mo), wolfram (W) a seaborgium (Sg). Elektronová konfigurace valenční elektronové slupky je ns2 (n-1)d4, v případě chromu a molybdenu dochází ke stabilizaci zaplněním poloviny d orbitalu, takže jejich elektronová konfigurace je ns1 (n-1)d5.
Všechny prvky této skupiny patří mezi přechodné kovy, jsou elektropozitivní a vytvářejí sloučeniny v maximálním oxidačním čísle VI. Reaktivita prvků klesá se vzrůstajícím protonovým číslem. Žádný z těchto prvků nereaguje s vodíkem.
Tato skupina je pozoruhodná tím, že její prvky (na rozdíl od okolních skupin) hrají nějakou roli v živých organismech. Například molybden je součástí enzymů mnoha živých organismů a předpokládá se, že u některých savců tvoří součást enzymů metabolismu glukózy. Wolfram se vyskytuje v enzymech bakterií říše Archea, jako je Pyrococcus furiosus.

## Vlastnosti
- Prvky této skupiny jsou spíše málo reaktivní kovy.
- Tvoří sloučeniny v různých oxidačních stavech. Například chrom tvoří sloučeniny ve všech stavech od −2 do +6. Totéž platí i pro molybden a wolfram, ale stabilita stavu +6 je u nich vyšší než u chromu.
- V závislosti na oxidačních stavech jsou sloučeniny zásadité, amfoterní nebo kyselé. Kyselost roste s oxidačním stavem kovu.
- Ve vyšších oxidačních stavech tvoří těkavé sloučeniny.
- Seaborgium je transuranový prvek a doposud nebylo izolováno v dostatečně velkém množství, aby bylo možno určit všechny jeho fyzikální konstanty. Svými vlastnostmi by mělo připomínat wolfram.

| Jméno    | Chrom              | Molybden                               | Wolfram              | Seaborgium |
| -------- | ------------------ | -------------------------------------- | -------------------- | ---------- |
| Bod tání | 2130 K (1857 °C)   | 2896 K (2623 °C)                       | 3695 K (3422 °C)     | ?          |
| Bod varu | 2945 K (2672 °C)   | 4912 K (4639 °C)                       | 5828 K (5555 °C)     | ?          |
| Hustota  | 7,14 g·cm−3        | 10,28 g·cm−3                           | 19,25 g·cm−3         | ?          |
| Vzhled   | stříbřitá metalíza | stříbrno-bílá až ocelově šedá metalíza | lesklá bílá metalíza | ?          |

## Etymologie
- Chrom - název je odvozen z řeckého slova χρῶμα, latinsky chrōma, česky barva.  Mnoho jeho sloučenin je totiž výrazně zbarvených.
- Molybden - byl zpočátku zaměňován s olověnou rudou galenitem. Získal tak jméno z řeckého slova mόλυβδος (molybdos), což znamená olovo.
- Wolfram - již v roce 1555 užil rektor latinské školy Johannes Mathesius v Jáchymově v knize kázání Sarepta pro šedý, obtížně tavitelný kov název wolform (třetí modlitba) a roku 1559 wolfrumb. Georgius Agricola zmiňuje latinskou obdobu názvu lupi spuma. Anglická varianta názvu tungsten pochází ze švédského tung sten (těžký kámen).
- Seaborgium - dostalo název na počest svého objevitele jaderného fyzika Glena T. Seaborga.

## Historie objevů

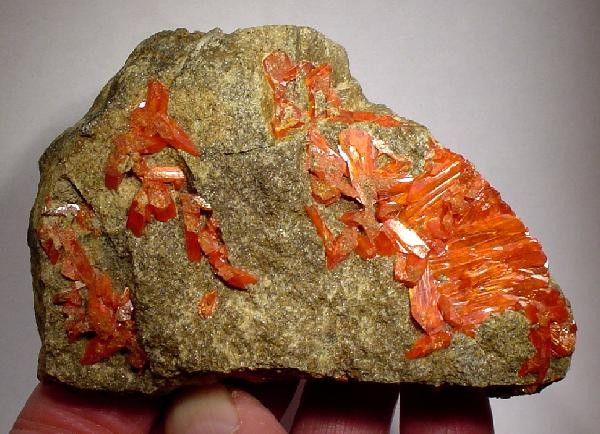
Minerál krokoit

- Minerál krokoitChrom byl poprvé zaznamenán v roce 1761 Johannem Gottlob Lehmannem v dolech Beryozovskoje v pohoří Ural v Rusku jako oranžovo-červený minerál, který pojmenoval sibiřské červené olovo. Ačkoli byl minerál mylně identifikován jako sloučenina olova se složkami selenu a železa, byl to minerál nyní nazvaný krokoit (PbCrO4). V roce 1797 při studiu minerálu Louis Nicolas Vauquelin vyrobil oxid chromitý smícháním krokoitu s kyselinou chlorovodíkovou. O rok později získal kovový chrom zahřátím oxidu chromitého v peci na dřevěné uhlí. Také se mu podařilo detekovat stopy chromu v drahých kamenech, jako je rubín nebo smaragd.

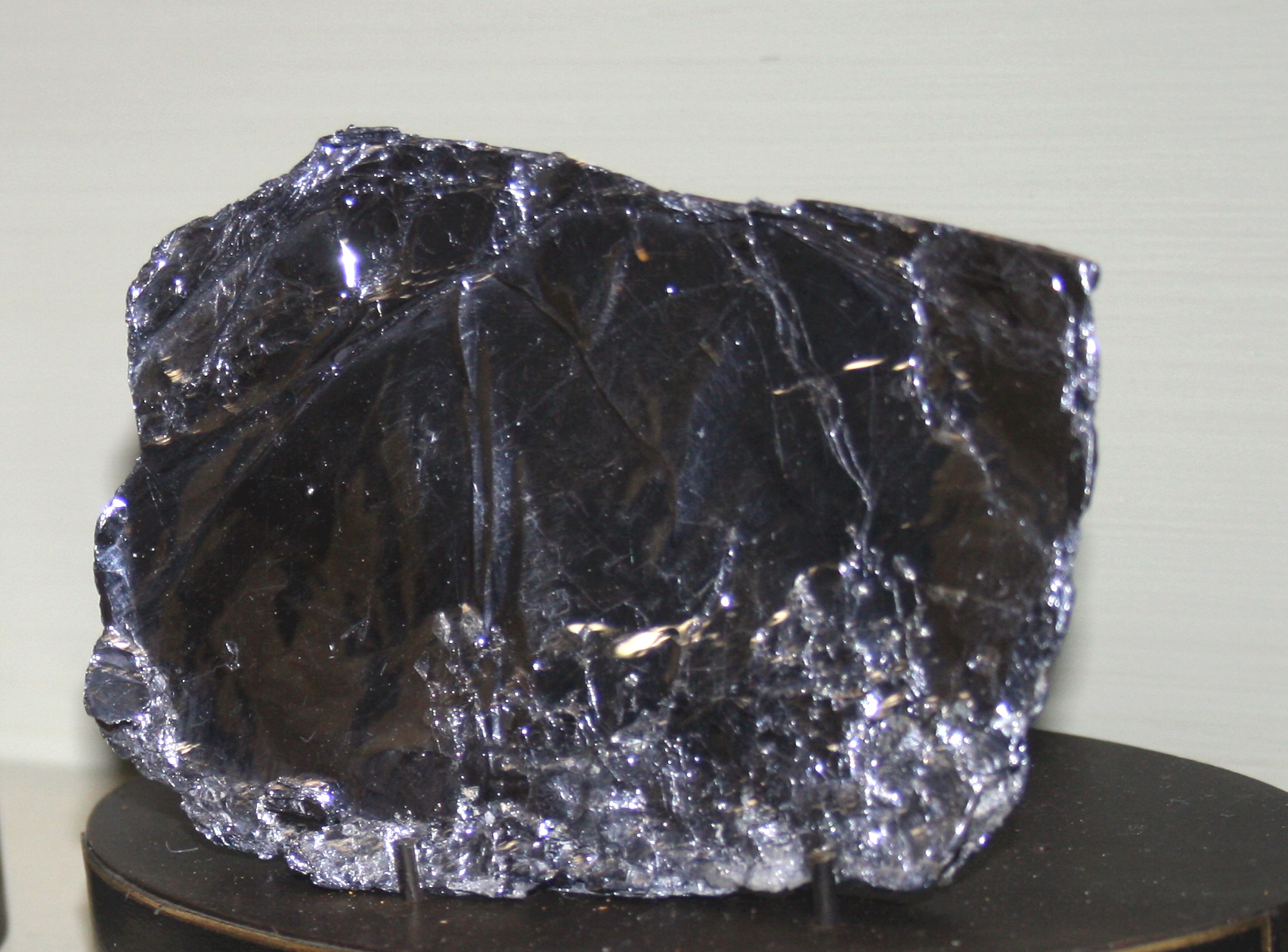
Minerál molybdenit

- Minerál molybdenitMolybden byl zpočátku znám jako molybdenit, což je hlavní ruda, ze které se nyní molybden získává. I když byl molybden odlišitelný, byl stále zaměňován s olověnou rudou galenitem nebo s uhlíkovým grafitem. Až v roce 1778 si švédský chemik Carl Wilhelm Scheele uvědomil, že molybden není ani grafit, ani olovo, ale nový prvek. Peter Jacob Hjelm pak v roce 1781 úspěšně izoloval molybden pomocí uhlíku a lněného oleje. Stejně jako grafit byl molybdenit používán k černění povrchu nebo jako pevné mazivo.

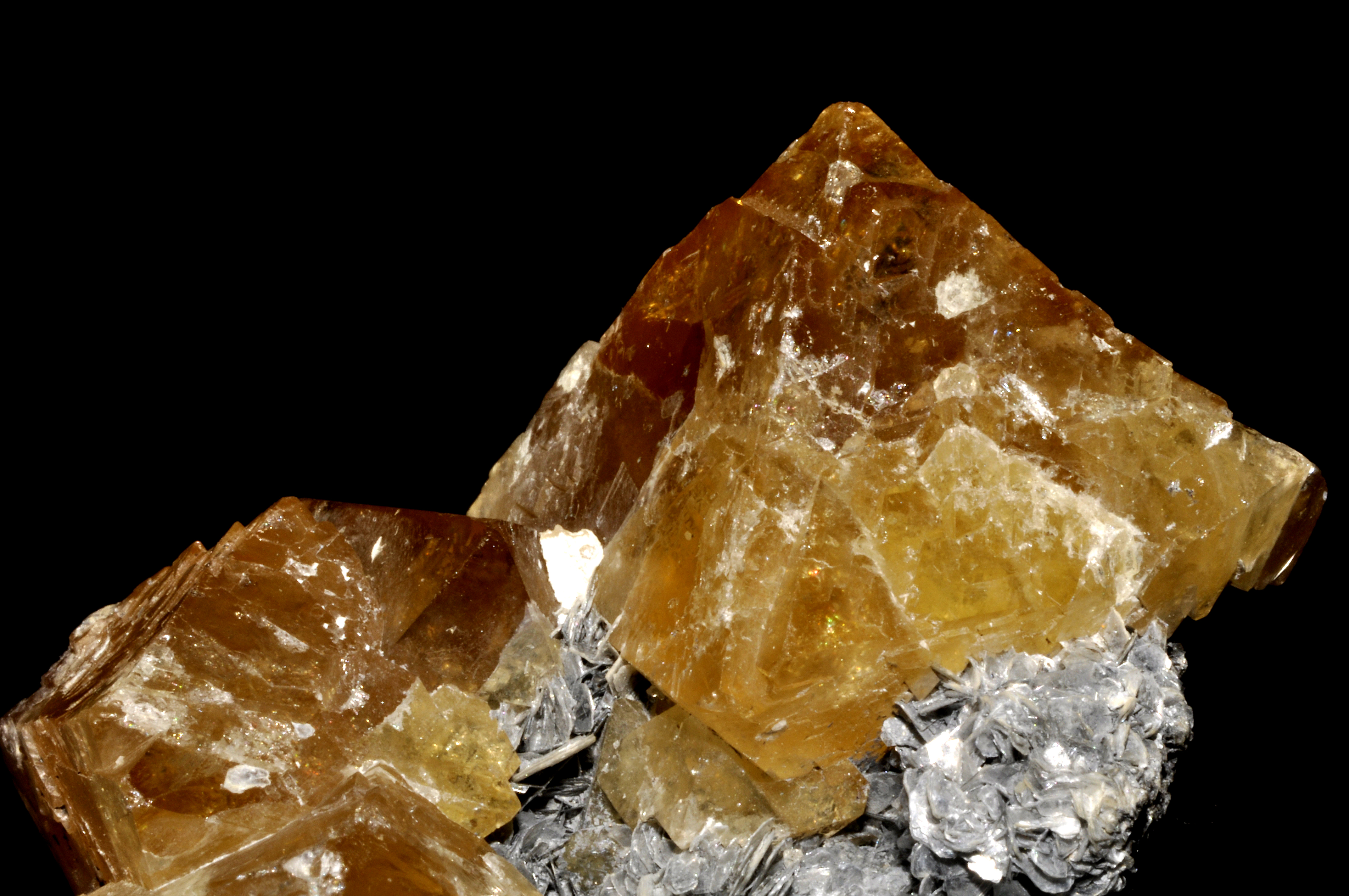
Minerál scheelit

- Minerál scheelitWolfram detekoval poprvé v roce 1781 Carl Wilhelm Scheele. Uvědomil si, že nová kyselina (nyní kyselina wolframová) může být vyrobena ze scheelitu (v té době nazývaného wolfram, vzorec CaWO4). Scheele a Torbern Bergman navrhli získat nový kov redukcí této kyseliny. V roce 1783 španělští bratři José a Fausto Elhuyarovi našli kyselinu vyrobenou z wolframitu, která byla identická s kyselinou wolframovou. Téhož roku se jim podařilo izolovat wolfram redukcí této kyseliny dřevěným uhlím a je jim připisován objev tohoto prvku.
- Seaborgium bylo poprvé vyrobeno týmem vědců vedeným Albertem Ghiorsem, který pracoval v laboratoři Lawrence Berkeley v Berkeley v Kalifornii v roce 1974. Seaborgium vytvořili bombardováním atomů kalifornia-249 ionty kyslíku-18, dokud nevzniklo seaborgium-263.

## Historie využití

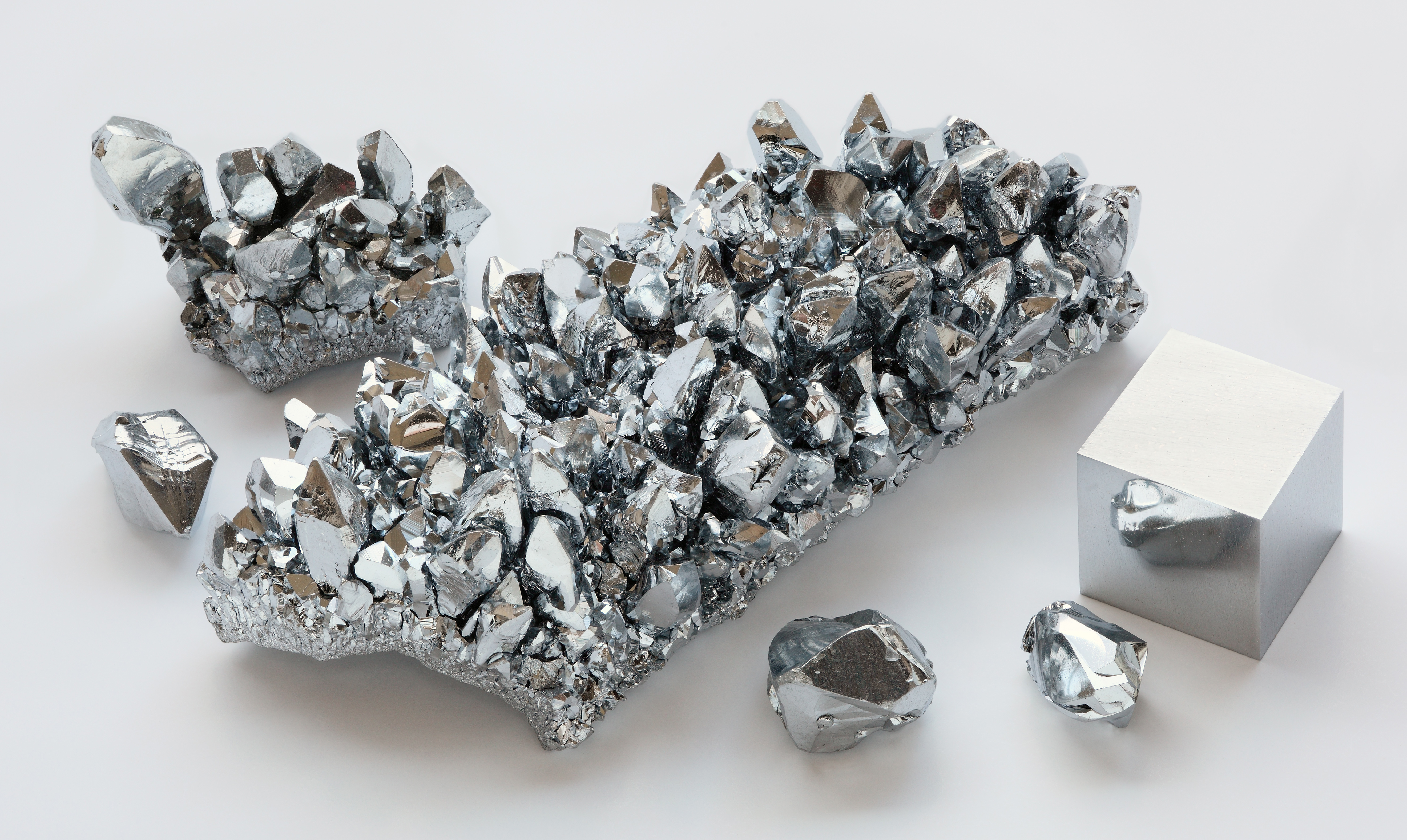
Chrom

- ChromChrom se během 18. století používal především jako složka barev a v tříslovinových solích. Zpočátku byl hlavním zdrojem krokoit z Ruska. V roce 1827 bylo objeveno větší ložisko chromitu poblíž Baltimoru ve Spojených státech. Díky tomu se Spojené státy staly největším producentem chromových produktů až do roku 1848, kdy byla poblíž turecké Bursy nalezena velká ložiska chromitu. Chrom se používal pro galvanické pokovování již v roce 1848, ale toto použití se rozšířilo až s vylepšením procesu výroby v roce 1924.

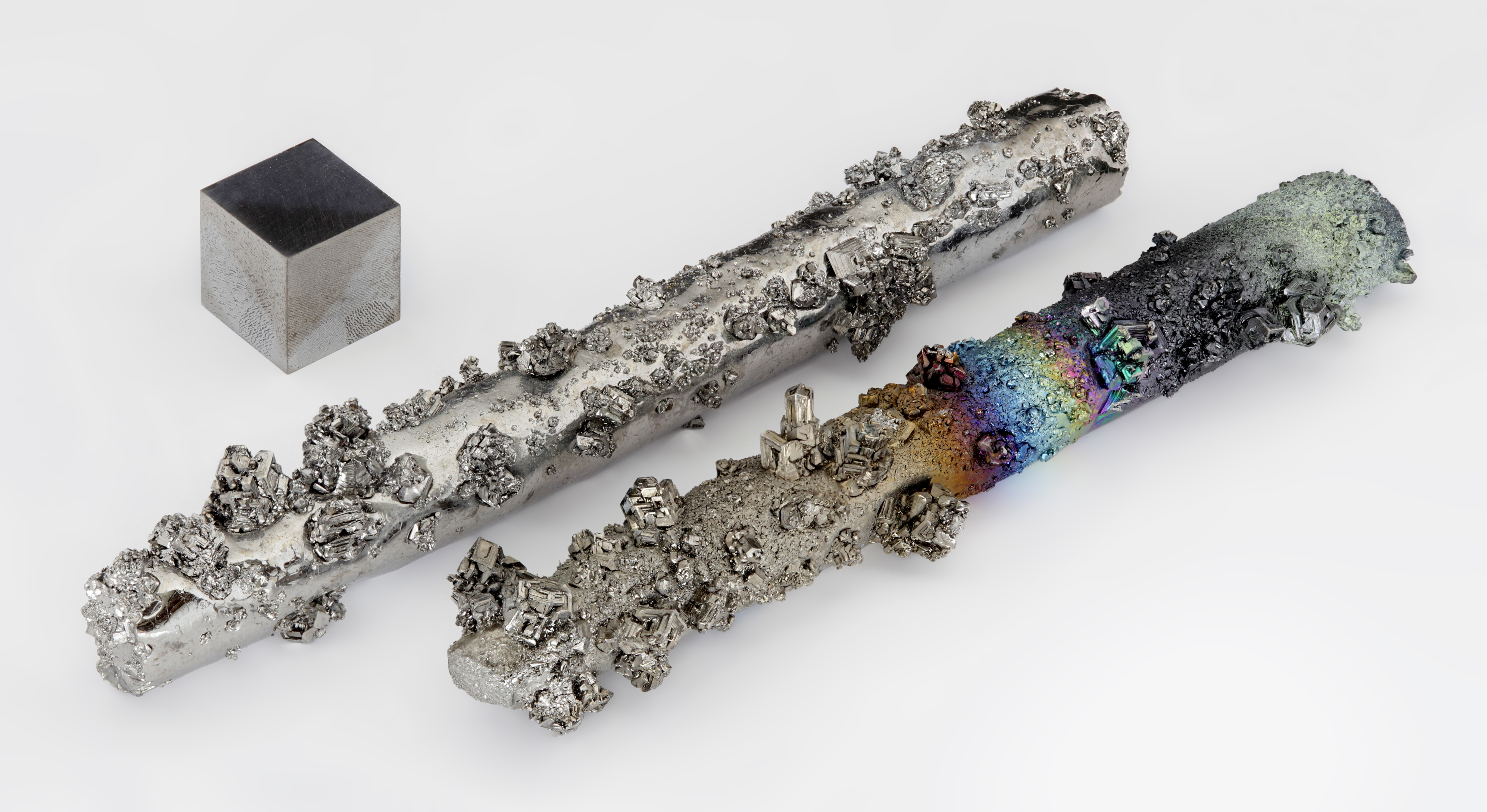
Wolfram

- MolybdenWolframMolybden neměl ještě sto let po svém objevu žádné průmyslové využití kvůli jeho relativnímu nedostatku, obtížnosti těžby čistého kovu a nedokonalých metalurgických procesů. Rané slitiny molybdenové oceli vykazovaly zvýšenou tvrdost, ale tendencí ke křehkosti a rekrystalizaci. V roce 1906 podal William D. Coolidge patent na zpracování kujného molybdenu, což vedlo k jeho použití jako topného tělesa pro vysokoteplotní pece a jako podpěra pro žárovky s wolframovým vláknem. V roce 1913 vyvinul Frank E. Elmore flotační proces pro získávání molybdenitu z rud. Během první světové války poptávka po molybdenu prudce vzrostla, neboť se používal při pancéřování nebo jako náhrada wolframu v rychlořezných ocelích. Po válce poptávka prudce klesala, dokud metalurgický pokrok neumožnil nové aplikace a využití. Ve druhé světové válce měl molybden opět strategický význam jako náhrada wolframu ve slitinách oceli.

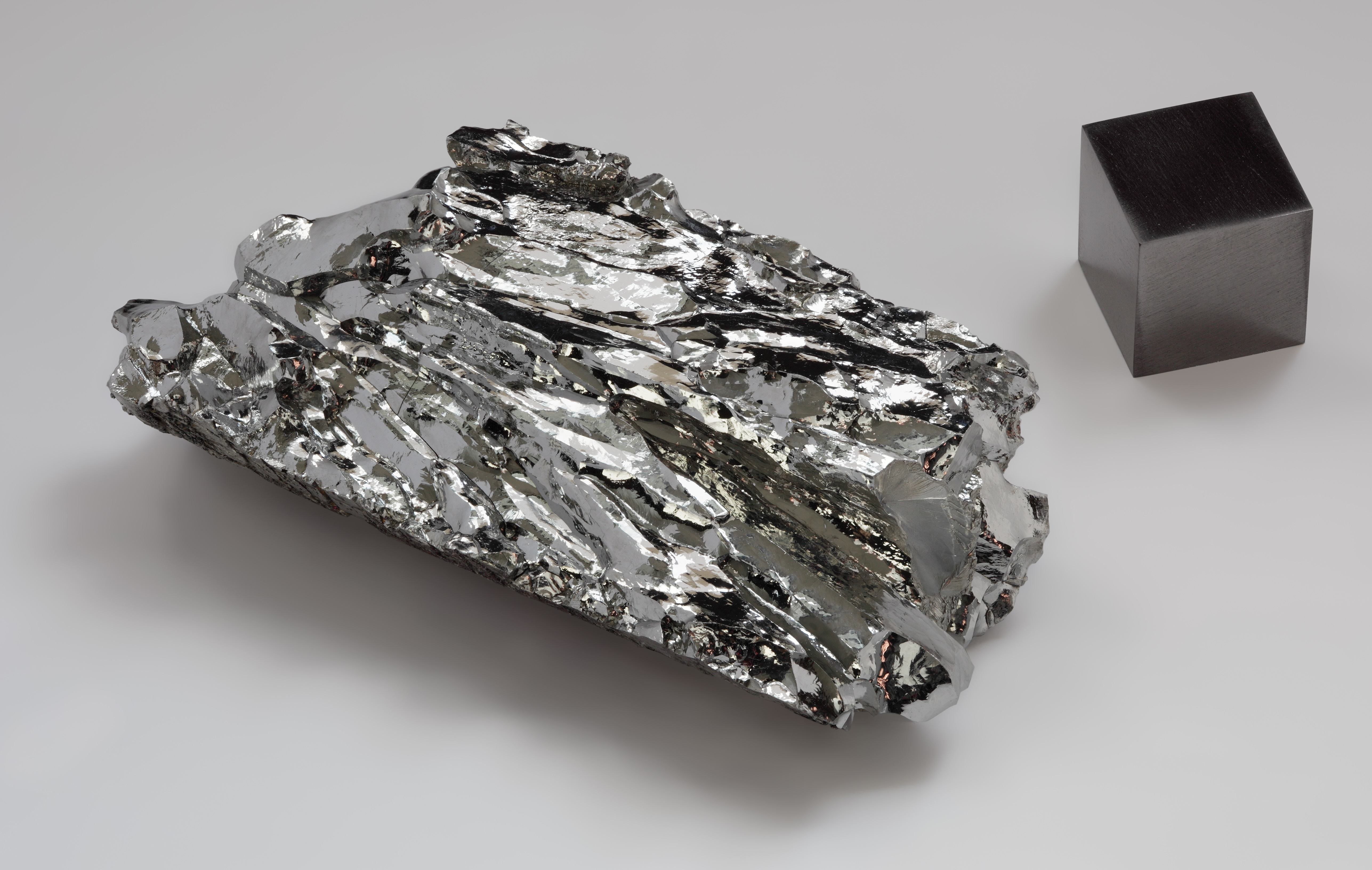
Molybden

- Wolfram hrál významnou roli ve druhé světové válce. Odolnost wolframu vůči vysokým teplotám a zpevnění slitin z něj učinily důležitou surovinu pro zbrojní průmysl. Portugalsko, jako hlavní evropský zdroj tohoto prvku, bylo pod tlakem z obou stran kvůli svým ložiskům wolframitové rudy v Panasqueiře.

## Současná těžba
- Chrom je velmi běžný přirozeně se vyskytující prvek (21. nejhojnější prvek v zemské kůře). Těží se z chromitové rudy. Asi dvě pětiny světového chromu se těží a vyrábějí v Jižní Africe, následují Kazachstán, Indie, Rusko a Turecko.
- Molybden se vyrábí hlavně z molybdenitu. Těží se ve Spojených státech, Číně, Chile a Peru. Celkové vyprodukované množství je 200 000 tun ročně.
- Wolfram není na Zemi běžným prvkem. V přírodě se obvykle nevyskytuje jako volný prvek. Nachází se hlavně v minerálech wolframitu a scheelitu. Největšími producenty wolframu na světě jsou Čína, Rusko a Portugalsko.
- Seaborgium je transuranový prvek, který se vyrábí uměle. V přírodě se nevyskytuje.